# Curcuma zedoaria
Curcuma zedoaria é uma espécie de planta herbácea da família Zingiberaceae pertencente ao gênero Curcuma. Conhecida popularmente como Zedoária. Essa espécie é nativa do Sul e Sudeste da Ásia.
Zedoária é usada como erva medicinal para o tratamento de doenças como Gengivite, Herpes, Bronquite, Cálculos renais e entre outras.